# František Hrubín
František Hrubín (Praga, 17 settembre 1910 – České Budějovice, 1º marzo 1971) è stato un poeta e scrittore ceco.

## Biografia
Hrubín trascorse la sua infanzia presso la famiglia materna a Lešany, dove frequentò la scuola elementare e visse quelle esperienze ed emozioni che rimasero impresse nella sua memoria e risultarono fonte di ispirazione per gran parte della sua vita letteraria, assieme alle immagini della campagna boema ed a quelle di Praga dal secondo dopoguerra fino alla sua morte.
Hrubín ritornò a Praga per iscriversi alle scuole superiori e all'Università Carolina, presso la quale dal 1932, frequentò la facoltà di filosofia, che abbandonò prima di laurearsi.
Nel 1934 si impiegò alla Biblioteca Comunale di Praga e successivamente al ministero dell'Informazione.
Nel 1956 criticò, assieme a Jaroslav Seifert, il regime comunista che governava in quegli anni il suo Paese.
La carriera di Hrubín si può suddividere in tre periodi creativi: il primo, dagli esordi fino alla metà degli anni trenta ed il terzo, dalla metà degli anni cinquanta in poi, si caratterizzarono per una maggiore propensione all'ottimismo, alla fiducia per la natura e per l'uomo, sottolineata dalle mirabili descrizioni di paesaggi naturali e da immagini sensuali.
Nella fase poetica intermedia Hrubín, invece, venne influenzato dalla drammatica situazione politica, sociale, storica, causata dalle dittature europee e dalla seconda guerra mondiale, e dai conseguenti eventi ed episodi personali di vita luttuosa, tragica e disperata.
Questa varietà e completezza contenutistica, unita ad uno stile melodioso e ritmico ed a peculiarità sintattiche e semantiche resero Hrubín uno dei più importanti letterati del suo Paese.
Tra le sue opere più significative si possono citare: Zpíváno z dálky ("Cantato da lontano", 1933) e Krásná po chudobě ("Bella in povertà", 1935), entrambe incentrate sulle tematiche sociali, relazionali, affettive ed ambientali; Země po polednách ("La terra nei meriggi", 1937), invece si distinse per le innovazioni stilistiche e per le metafore; Včelí plást ("Il favo delle api", 1940), Země sudička ("La terra Parca", 1941), Mávnutí křídel ("Sventolio di ali", 1944), Cikády ("Cicale", 1944), Řeka nezapomnění ("Il fiume del non-oblio", 1946), Nesmírný krásný život ("L'immensa bella vita", 1947), Hirošima ("Hiroshima", 1948), sono intrise di rievocazioni belliche che ruotano attorno ai grandi temi quali la natura, l'amore, la morte; Můj zpěv ("Il mio canto", 1956) e Romance pro křídlovku ("Romanza per un filicorno", 1962), esaltano il trionfo dell'amore, del bene, della bontà sulla morte, distruzione e cattiveria umana.
Sono da ricordare le collaborazioni di Hrubín con numerose riviste e la direzione di Malý čtenář ("Piccolo lettore", 1940–1941) e Mateřídouška ("Timo", 1945–1948), oltreché la sua attività di scrittore della letteratura per l'infanzia.
Nel 1966 lo Stato gli conferì il titolo di Artista nazionale.

## Opere

### Raccolte di poesie
- Zpíváno z dálky, 1933.
- Krásná po chudobě, 1935.
- Země po polednách, 1937.
- Včelí plást, 1940.
- Země sudička, 1941.
- Mávnutí křídel, 1944.
- Cikády, 1944.
- Jobova noc, 1945.
- Chléb s ocelí, 1945.
- Hirošima, 1948.
- Proměna, 1957.
- Až do konce lásky, 1961.
- Romance pro křídlovku, 1962.
- Černá denice, 1968.
- Lešanské jesličky, 1970.

### Prosa
- U stolu, 1958.
- Zlatá reneta, 1964.

### Drammaturgia
- Srpnová neděle, 1958.
- Křišťálová noc, 1961.
- Oldřich a Božena, 1984.

### Letteratura per l'infanzia
- Říkejte si se mnou, 1943.
- Nesu, nesu kvítí, 1951.
- Špalíček veršů a pohádek, 1957.
- Běží, ovce běží, 1957.